# Retecapri
Retecapri è stato un canale televisivo italiano che trasmetteva film classici, d'autore nonché televendite. In passato, proponeva anche programmi d'intrattenimento e informazione nonché telefilm.
L'emittente apparteneva alla Television Broadcasting System, lo stesso editore di Telecapri e Radio Capri, che fa capo ai fratelli Federico.

## Storia
Retecapri venne fondata il 4 marzo del 1982. La TBS aveva deciso di creare una seconda rete televisiva subito dopo l'entrata dell'emittente ammiraglia Telecapri nel network nazionale Italia 1: infatti si pensò di dedicare Telecapri principalmente alla ritrasmissione del palinsesto nazionale (vennero tuttavia mantenuti i personaggi e le trasmissioni di maggior successo) e Retecapri alle produzioni e ai programmi di proprietà della TBS, permettendo così di conservare e continuare a sviluppare i contenuti creati autonomamente a Capri.
Nel primo periodo, Retecapri operò sotto forma di rete televisiva visibile in Campania attraverso ripetitori propri, e si espanse progressivamente nel centro-sud Italia anche come circuito televisivo grazie a diverse emittenti affiliate che ne ripetevano i programmi. La programmazione offriva varie serie televisive come Peyton Place, La strana coppia, La famiglia Addams, Get Smart, Laverne & Shirley e diversi film; erano trasmessi anche su Retecapri i celebri contenitori per ragazzi Il club di Uffi e 5.0 (Cinque punto zero) condotti da Teresa Iaccarino e dal pupazzo Uffi, che proponevano molte serie animate specialmente giapponesi. Teresa e Uffi conducevano comunque anche la versione localizzata di Bim bum bam trasmessa su Telecapri.
A maggio 1983 Retecapri si accordò con TV Port per fornire, per 18 mesi, il suo magazzino di programmi.
Quando da gennaio 1984 Telecapri uscì dal circuito di Italia 1 e aderì a Euro TV (il quale, a differenza del circuito precedente, lasciava alle reti locali ampi spazi di autonomia), la TBS riportò su Telecapri parte del proprio catalogo di film e programmi: negli anni 1984 e 1985 i palinsesti di Telecapri e Retecapri avevano, talvolta, gli stessi programmi, anche se trasmessi ad orari/giorni differenti e su aree geografiche diverse (Retecapri in tutto il centro-sud Italia, mentre Telecapri su un'area più ristretta).
Dalla fine del 1985 al settembre 1987, al marchio Retecapri fu affiancato quello di "Musica & Cinema"; la programmazione fu infatti prevalentemente incentrata, in questo periodo, su videoclip musicali alternati a film. In questi anni Retecapri estese la sua copertura anche in alcune zone del nord Italia: in particolare nella zona di Torino risultava visibile almeno dalla primavera 1985 grazie all'affiliazione di Quartarete. A Milano sarà trasmessa dall'inizio del 1988 attraverso l'emittente Italab TV, le cui frequenze passeranno ufficialmente a Retecapri nei primi anni novanta.
A metà settembre 1987, in contemporanea con l'affiliazione di Telecapri a Odeon TV, la programmazione di Retecapri ritornò ad essere generalista fino al 1998, con film, telefilm, telenovele, cartoni animati, documentari, televendite e dal 1991 anche un telegiornale di notevole spessore, trasmesso alle 14:00, 21:00 e 23:00 e condotto da Teresa Iaccarino (volto storico dei canali TBS), con servizi nazionali curati dalla redazione romana dell'emittente e servizi internazionali in collaborazione con la CNN. 
In occasione della regolamentazione dell'emittenza televisiva italiana seguita alla legge Mammì, Retecapri partecipò nel 1992 alla gara per l'assegnazione ai privati di nove concessioni televisive nazionali: tuttavia risultò classificata in posizione non utile (si aggiudicarono le concessioni Canale 5, Italia 1, Rete 4, Videomusic, Rete A, Telemontecarlo e le tre reti di Telepiù). In seguito fu riconosciuta come emittente nazionale indipendente, l'unica con sede nel sud Italia. In questo periodo Retecapri divenne ricevibile in tutta Italia, colmando le principali lacune di copertura soprattutto nel nord Italia.
Nel 1999, in seguito alla legge n. 249 del 31 luglio 1997 "Istituzione dell'Autorità per le garanzie nelle comunicazioni e norme sui sistemi di telecomunicazioni e radiotelevisivo" (denominata legge Maccanico), la rete trasmise per alcuni giorni un cartello polemico sulla mancata ottemperanza alla legge da parte di Mediaset. A partire dalla fine degli anni '90 la programmazione di Retecapri iniziò ad offrire sempre più televendite ed a diminuire le altre trasmissioni.
Tra il 2005 e il 2007 Retecapri è stata presente in digitale terrestre sul mux TIMB 1, continuando a trasmettere anche in analogico. Inoltre all'epoca Retecapri eseguiva in proprio test della nuova tecnologia: alcune postazioni locali di giorno trasmettevano in analogico, di notte passavano al digitale terrestre trasmettendo un mux contenente il solo canale Retecapri, per poi tornare in analogico la mattina successiva. Da maggio 2010 al 2012, sulle postazioni analogiche rimaste attive nelle aree "non switch off", il segnale di Retecapri era sostituito da quello dal nuovo canale secondario Capri Store.
Con il passaggio al digitale, l'editore TBS inizia a esercire l'autonomo mux Alpha, su cui sarà veicolata Retecapri insieme a diversi nuovi canali minori. A Retecapri viene assegnata la numerazione nazionale LCN 20, compresa fra le TV locali e le emittenti semigeneraliste di nuova nascita: diverse volte nei suoi comunicati stampa il canale protesterà contro questa decisione e chiederà l'LCN 8 o 9, sostenendo che né MTV né Deejay TV abbiano il diritto a quelle posizioni, non rispettando il requisito di "emittenti nazionali generaliste ex analogiche". Inoltre da fine giugno 2012 (dopo una breve comparsa a fine maggio) Retecapri e Capri Store sono presenti anche sui mux locali e interregionali di Telecampione, attivi all'epoca in quasi tutta Italia ma dopo un breve periodo ridotti alla Toscana e al Lazio, fino alla chiusura definitiva nel 2015.
Tra il 2010 e il 2017 il palinsesto di Retecapri proponeva principalmente il TG autoprodotto, alcuni rotocalchi di informazione (come Piazza Montecitorio, Pianeta Salute, New Magazine) e soprattutto il ciclo di film d'autore e classici "Un sogno in bianco e nero" in onda ogni sera alle ore 21. I film trasmessi in prima serata erano poi replicati la mattina successiva alle 8:00 o 7:30; ne andavano in onda altri alle 22:30 o alle 23:00 (in particolare, la seconda serata del venerdì era dedicata ai lungometraggi di fantascienza del ciclo "Film da un altro mondo") e a volte in nottata. A ciò si aggiungevano alternativamente i telefilm F.B.I., Detective per amore e La fattoria dei giorni felici, alcuni cartoni animati quali Sasuke, Il piccolo guerriero e Golion e la telenovela Non basta una vita, prodotta dalla TBS stessa nel 1984. Le televendite occupavano comunque molte ore al giorno.

### La vendita delle LCN a Mediaset
Il 16 marzo 2017 Television Broadcasting System cedette le LCN 20, 120 e 520 (utilizzate da Retecapri e Retecapri 2) a Mediaset; il 5 maggio 2017 Retecapri 2 viene chiusa, mentre Retecapri viene spostata nel mux Mediaset 2 dove alle ore 20:00 riprende le trasmissioni sotto la gestione di Mediaset, con la telenovela Milagros. Per quasi un anno la programmazione della rete è composta maggiormente dalle televendite di Mediashopping, che aumentano progressivamente il loro peso fino ad occupare l'intera fascia dalle 9:10 alle 20:10, mentre nelle restanti fasce serali, notturne e del primo mattino vengono trasmesse alcune repliche di fiction, sitcom e telenovelas della library Mediaset.
In seguito alla cessione provvisoria del marchio di Retecapri a Mediaset, l'editore TBS trasferisce la programmazione nel nuovo canale provvisorio Capri Television sull'LCN 66, che sostituisce Radio Capri TelevisiON e da essa eredita un ampio spazio dedicato ai videoclip musicali. Il 22 marzo 2018, la versione Mediaset di Retecapri terminò definitivamente le trasmissioni, sostituita dal nuovo canale 20, che iniziò ufficialmente a trasmettere il 3 aprile con la diretta della partita valevole per l'andata dei quarti di finale di Champions League tra Juventus e Real Madrid.
Il 4 aprile 2018 il marchio Retecapri torna all'editore TBS e trasmette sul LCN 66, con la classica programmazione di film (offerti alle 13:00, in seconda serata e soprattutto in prima serata con replica la mattina successiva), video musicali, televendite e notiziari, sostituendo così Capri Television, che viene chiuso definitivamente. 
Dal 18 al 20 settembre 2018 Retecapri ospita in tre serate la differita televisiva del festival "Sanremo canta Napoli", alla sua prima edizione dal 1931. 
Dall'8 ottobre 2018 la programmazione cinematografica viene sospesa e trasferita su Capri Store, in onda sull'LCN 122, e Retecapri continua a trasmettere principalmente video musicali uniti a televendite in alcune fasce orarie (dalle 9:00 alle 12:30 e dalle 14:00 alle 18:00).
Il 21 febbraio 2019 l'editore Television Broadcasting System cede anche le LCN 66 e 566 a Mediaset, la quale dal 28 febbraio seguente vi riposiziona il canale Mediaset Italia Due. Tra il 4 e il 7 marzo 2019 Retecapri prima perde la LCN 66 e poi continua a trasmettere sull'LCN 122 al posto di Capri Store, che rimane senza numerazione e viene chiusa l'11 marzo alle 02:59.
Dopo il passaggio alla LCN 122, Retecapri si limita a mandare in onda nella fascia serale e notturna i film del ciclo "Un sogno in bianco e nero", mentre nel resto della giornata sono trasmesse esclusivamente televendite.
Anche nel 2019 cominciò a trasmettere sul satellite ABS 3A su 3 gradi ovest, coprendo anche una parte della costa orientale degli Stati Uniti. 

### Refarming delle frequenze e cessione della LCN 122
Il mux Alpha sull'UHF 57, che veicolava le emittenti del gruppo TBS e vari canali in affitto, viene definitivamente disattivato a livello nazionale il 28 giugno 2022, durante la fase di completamento della riorganizzazione delle frequenze televisive terrestri. Retecapri è così costretta a interrompere le sue trasmissioni, anche a causa di ritardi nell'assegnazione della rete nazionale numero 12.
Il 3 ottobre 2023 sul mux Dfree viene inserito un canale identificato "RETE CAPRI" alla LCN 122, che è però un semplice duplicato dell'emittente "Fascino TV 157" alla LCN 157. Dal 4 ottobre 2023 a fianco al logo di "Fascino TV 157" viene aggiunto anche quello di Retecapri in versione leggermente modificata e rimpicciolita, con la scritta "Retecapri" che non risulta più gialla ma nera; dalla sera stessa viene adottato un nuovo logo unificato, con sfondo bianco e blu, che include i nomi sia di Retecapri sia di Fascino TV e in seguito subisce altre leggere modifiche. Dal 2 novembre le LCN 122 e 157 trasmettono con il solo logo di Retecapri. 
Il 24 novembre 2023 il logo di Retecapri scompare nuovamente dall'etere: Fascino TV continua le trasmissioni sulla sola LCN 157 (senza logo di rete e poi aggiunto il logo di "Fascino TV 157"), mentre la LCN 122 viene ceduta a Cusano Italia TV (rinominato in Canale 122 a partire dal 4 marzo 2025), fino ad allora presente sulla LCN 264 (che ora viene segnalata come "provvisoria"). 
Il 4 dicembre 2023 i parametri tecnici di Retecapri/Fascino Tv vengono assegnati al nuovo canale Primaset, con LCN 149 appunto e di proprietà di Nicola Turco. Nella stessa proprietà il 18 aprile 2024 nascerà NTR Radio 264, con LCN appunto 264 

## Ascolti
Dati Auditel relativi al giorno medio mensile sul target individui 4+.
| Anno | Gen   | Feb   | Mar   | Apr   | Mag   | Giu   | Lug   | Ago   | Set   | Ott   | Nov   | Dic   | Media anno |
| ---- | ----- | ----- | ----- | ----- | ----- | ----- | ----- | ----- | ----- | ----- | ----- | ----- | ---------- |
| 2013 | -     | -     | -     | 0,02% | 0,02% | 0,03% | 0,02% | 0,03% | 0,02% | 0,02% | 0,02% | 0,02% | -          |
| 2014 | 0,02% | 0,02% | 0,02% | 0,02% | 0,03% | 0,03% | 0,03% | 0,03% | 0,03% | 0,03% | 0,03% | 0,03% | 0,03%      |
| 2015 | 0,03% | 0,03% | 0,05% | 0,05% | 0,05% | 0,05% | 0,04% | 0,05% | 0,04% | 0,04% | 0,04% | 0,04% | 0,04%      |
| 2016 | 0,03% | 0,03% | 0,04% | 0,03% | 0,04% | 0,04% | 0,06% | 0,05% | 0,04% | 0,04% | 0,04% | 0,04% | 0,04%      |
| 2017 | 0,04% | 0,04% | 0,05% | 0,06% | 0,01% | 0,01% | 0,01% | 0,01% | 0,01% | 0,01% | 0,01% | 0,01% | 0,01%      |
| 2018 | 0,01% | 0,01% | 0,01% | 0,01% | 0,01% | 0,01% | 0,01% | -     | -     | -     | -     | -     | -          |